# Pleasantville (Iowa)
Pleasantville ist eine Kleinstadt (mit dem Status „City“) im Marion County im US-amerikanischen Bundesstaat Iowa. Das U.S. Census Bureau hat bei der Volkszählung 2020 eine Einwohnerzahl von 1.676 ermittelt.

## Geografie
Pleasantville liegt rund 6 km südwestlich des zum Lake Red Rock aufgestauten Des Moines River, einem rechten Nebenfluss des Mississippi. Dieser bildet rund 190 km östlich die Grenze Iowas zu Illinois; die Grenze zu Missouri verläuft 95 km südlich von Pleasantville.
Die geografischen Koordinaten von Pleasantville sind 41°23′09″ nördlicher Breite und 93°16′10″ westlicher Länge. Die Stadt erstreckt sich über eine Fläche von 6,58 km² und ist die größte Ortschaft innerhalb der Pleasant Grove Township.
Nachbarorte sind von Pleasantville sind Knoxville (19,1 km ostsüdöstlich), Melcher-Dallas (20,2 km südlich), Milo (24,4 km südwestlich), Ackworth (18,3 km westlich), Hartford (16,1 km nordwestlich) und Swan (10,9 km nordnordwestlich).
Die nächstgelegenen größeren Städte sind die Twin Cities (Minneapolis und St. Paul) in Minnesota (433 km nördlich), Rochester in Minnesota (372 km nordnordöstlich), Waterloo (197 km nordöstlich), Cedar Rapids (191 km ostnordöstlich), Iowas frühere Hauptstadt Iowa City (178 km östlich), die Quad Cities in Iowa und Illinois (262 km in der gleichen Richtung), Chicago in Illinois (530 km ebenfalls östlich), Peoria in Illinois (385 km ostsüdöstlich), Illinois’ Hauptstadt Springfield (437 km südöstlich), St. Louis in Missouri (509 km in der gleichen Richtung), Columbia in Missouri (322 km südsüdöstlich), Kansas City in Missouri (316 km südsüdwestlich), Nebraskas Hauptstadt Lincoln (342 km westsüdwestlich), Nebraskas größte Stadt Omaha (245 km westlich), Iowas Hauptstadt Des Moines (44,3 km nordwestlich) und Sioux City (340 km in der gleichen Richtung).

## Verkehr
Der vierspurig ausgebaute Iowa Highway 5 führt als Umgehungsstraße des Zentrums von Pleasantville durch die westliche Peripherie der Stadt. Der alte IA 5 verläuft als Hauptstraße durch das Stadtzentrum. Alle weiteren Straßen sind untergeordnete Landstraßen, teils unbefestigte Fahrwege sowie innerörtliche Verbindungsstraßen.
Durch das Zentrum der Stadt führt eine wenige Kilometer parallel zum Des Moines River verlaufende Bahnlinie der Norfolk Southern Railway.
Mit dem Knoxville Municipal Airport befindet sich 20 km südöstlich ein kleiner Flugplatz für die Allgemeine Luftfahrt. Der nächste Verkehrsflughafen ist der 41 km westnordwestlich gelegene Des Moines International Airport.

## Bevölkerung
Nach der Volkszählung im Jahr 2010 lebten in Pleasantville 1694 Menschen in 674 Haushalten. Die Bevölkerungsdichte betrug 257,4 Einwohner pro Quadratkilometer. In den 674 Haushalten lebten statistisch je 2,44 Personen.
Ethnisch betrachtet setzte sich die Bevölkerung zusammen aus 97,8 Prozent Weißen, 0,3 Prozent Afroamerikanern, 0,1 Prozent (zwei Personen) amerikanischen Ureinwohnern, 0,7 Prozent Asiaten sowie 0,4 Prozent aus anderen ethnischen Gruppen; 0,8 Prozent stammten von zwei oder mehr Ethnien ab. Unabhängig von der ethnischen Zugehörigkeit waren 1,7 Prozent der Bevölkerung spanischer oder lateinamerikanischer Abstammung.
17,7 Prozent der Bevölkerung waren unter 18 Jahre alt, 66,7 Prozent waren zwischen 18 und 64 und 15,6 Prozent waren 65 Jahre oder älter. 50,7 Prozent der Bevölkerung waren weiblich.
Das mittlere jährliche Einkommen eines Haushalts lag bei 51.161 USD. Das Pro-Kopf-Einkommen betrug 24.797 USD. 10,2 Prozent der Einwohner lebten unterhalb der Armutsgrenze.

## Bekannte Bewohner
- Isaac D. Young (1849–1927) – republikanischer Abgeordneter des US-Repräsentantenhauses (1911–1913) – geboren und aufgewachsen bei Pleasantville